# 6210 Hyunseop
6210 Hyunseop este un asteroid din centura principală de asteroizi.

## Descriere
6210 Hyunseop este un asteroid din centura principală de asteroizi. A fost descoperit pe 14 ianuarie 1991 la Kushiro de Masanori Matsuyama și Kazuro Watanabe. Asteroidul prezintă o orbită caracterizată de o semiaxă mare de 2,86 ua, o excentricitate de 0,02 și o înclinație de 3,0° în raport cu ecliptica.